# Ronski Speed

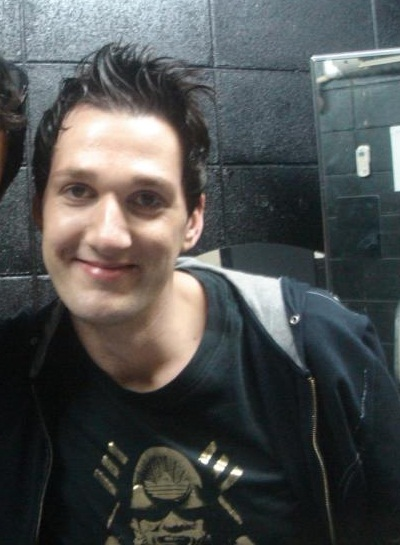
Ronski Speed

Ronski Speed (* 18. März als Ronny Schneider) ist ein deutscher Trance-DJ und -Produzent. Er ist auch unter dem Pseudonym Sun Decade bekannt.

## Biographie
Ronski Speed begann seine Karriere 1997 und erhielt im selben Jahr einen Vertrag beim von Kyau & Albert neugegründeten Label Euphonic Records, wo er auch heute noch unter Vertrag ist. Zu seinen bekanntesten Produktionen gehören The Space We Are, The Perspective Space, Lasting Light mit Emma Hewitt, Rise Again mit Lucy Saunders E.O.S, Pink Skyye mit Syntrobic. Er hat zudem einige erfolgreiche Remixe, u. a. von Armin van Buuren, Above & Beyond, ATB, Bryan Adams und  Mori Kante produziert.  
Ronski Speed hat auch eine monatliche Radiosendung namens True To Trance, welche auf DI.FM und einigen anderen Sendern übertragen wird.
Im Jahr 2007 erreichte er seine höchste Platzierung in der Wahl der Top 100 DJs von DJ Mag auf Platz 44.

## Diskographie

### Alben
- 2008: Pure Devotion
- 2009: Positive Ways 5
- 2013: Second World

### Singles
- 2003: I'm Alone
- 2003: Iris
- 2004: E.O.S.
- 2004: Follow You
- 2005: 2Day
- 2005: Asarja (feat. Mirco De Govia)
- 2005: Sole Survivor (feat. Sebastian Sand)
- 2006: Incognition
- 2006: Have it All / Breath of Life (als Sun Decade)
- 2006: The Space We Are (mit Stoneface & Terminal)
- 2007: Love all the Pain Away (feat. Julie Scott)
- 2007: Soulseeker (mit Stoneface & Terminal)
- 2008: All the Way (feat. Aruna)
- 2008: Revolving Doors
- 2009: Are You?
- 2009: Overfloat
- 2009: The Deep Devine (feat. Ana)
- 2010: Lasting Light (als Sun Decade feat. Emma Hewitt)
- 2010: A Sign (feat. Ana Criado)
- 2011: U Got Me (feat. Emma Lock)
- 2011: To Be Loved (mit MQue)
- 2011: Out of Control (feat. Renee Stahl)
- 2011: Glück (mit Cressida)
- 2011: Can't Stop (mit Jes)
- 2011: Voom (mit Lifted Emotion)
- 2011: Valle Verde (mit Kaystone)
- 2012: Sanity (feat. Melissa Loretta)
- 2012: Run to the Sunlight (feat. Stine Grove)
- 2012: Euphonia (mit Kyau & Albert)
- 2012: Proton 12
- 2012 Soulseeker (ft. Stoneface & Terminal)
- 2012: Seen It All (feat. Sir Adrian)
- 2012: Afterglow (mit Ana Criado)
- 2013: Pink Skye (mit Syntrobic feat. Renee Stahl)
- 2013: Sincerely Jors (mit John O’Callaghan)
- 2013: Lasting Light 2K14 (feat. Emma Hewitt)
- 2013: You Are Not Alone (mit Stuart Millar feat. Renee Six)
- 2013: Rise Again (feat. Lucy Saunders)
- 2013: Time Flows In One Direction (mit Eximinds & Cathy Burton)
- 2013: Karoshi (mit Dennis Sheperd)
- 2013: Jes & Ronski Speed - Can't Stop
- 2014: One with You (mit Syntrobic feat. Elizabeth Egan)
- 2014: Ronski Speed & Ana Criado - Afterglow
- 2014: Ronski Speed - You're Not Alove (ft. Stuart Miller & Renee Six)
- 2015: LTN & Ronski Speed - Lint
- 2015: Ost & Meyer, Ronski Speed & Cate Kanell - Fortress
- 2016: Ronski Speed & Rinali - Horoscope
- 2017: Steve Brian & Ronski Speed - Viper

### Remixe (Auswahl)
- Sonorous - Glass Garden (2000)
- Kyau & Albert – Outside (2001)
- Aly & Fila – Eye of Horus (2003)
- Sonorous - Protonic (2003)
- Goldenscan – Sunrise (2003)
- Binary Finary – 1998 (2003)
- Armin van Buuren feat. Justine Suissa – Burned with Desire (2004)
- Tatana feat. Jaël – Always on my Mind (2004)
- Kyau & Albert – Not With You (2004)
- Tatana feat. Joanna – If I Could (2006)
- Above & Beyond – Alone Tonight (2006)
- Hidden Logic pres. Luminary – Wasting (2006)
- Carl B. – Social Suicide (2006)
- DT8 Project – Hold Me [Till The End] (2006)
- ATB & Heather Nova – Renegade (2007)
- Super8 & Tab – Delusion (2008)
- Markus Schulz & Andy Moor - Daydream (2008)
- Above & Beyond pres. OceanLab – Lonely Girl (2009)
- Dennis Sheperd – Black Sun (2009)
- Lange feat. Sarah Howells – Let It All Out (2010)
- DNS Project feat. Johanna – Mindful (2010)
- DJ Feel - Dance 4 Life Anthem (2010)
- Mike Shiver vs. Fandy – Sique (2010)
- Nitrous Oxide feat. Aneym – Far Away (2010)
- Cressida - Two-O-Ten (2010)
- Cressida & Reminder - Lucid (2010)
- DNS Project ft. Johanna - Mindful (2010)
- The doppler Effect - Beauty Hides In The Deep (2010)
- Mike Koglin – Sunstar (2011)
- Aly & Fila ft. Josie - Listening (2011)
- Jes - Awaken (2011)
- Andre Visor & Kay Stone - Sunrise (2011)
- Kyau & Albert & Marc Marberg - Megashire (2012)
- Tritonal - Broken Down (2012)
- Above & Beyond pres. Oceanlab ft. Justine Suissa - Lonely Girl (2012)
- Menno De Jong - Place In The Sun (2012)
- Mike Shiver & Fandy - Sique (2012)
- Snatt & Vix feat. In Progress - Sunride (2013)
- Bryan Adams - Tonight In Babylon (2013)
- Giuseppe Ottaviani feat. Seri - Gave Me (2013)
- Kyau & Albert - A Night Like This (2014)
- Armin van Buuren ft. Mr. Probz - Another You (2015)
- Dennis Shepperd ft. Chloe - Bring You Home (2015)